# Королівські повітряні сили Данії

## Історія

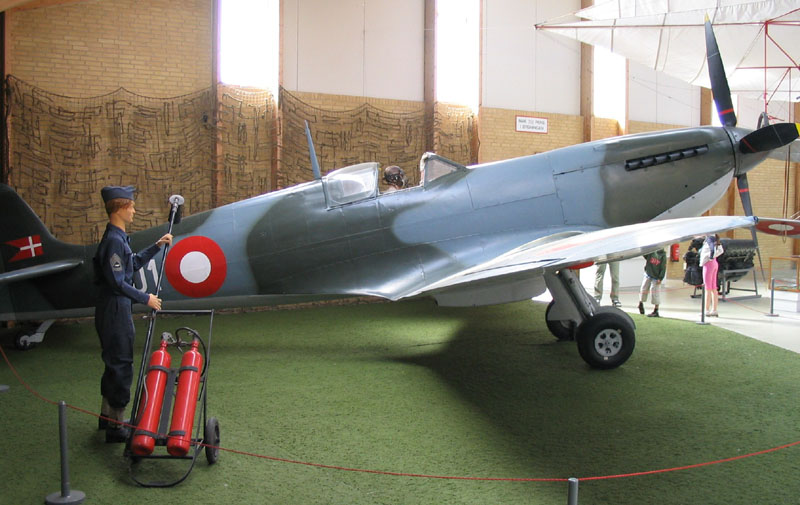
RDAF Supermarine Spitfire — У льотному музеї Стаунінг

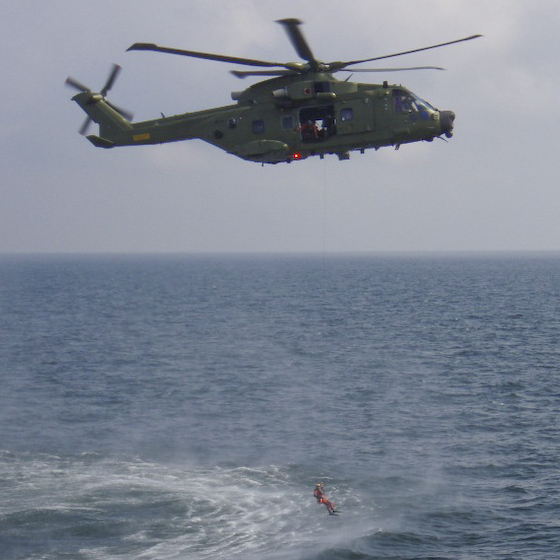
Гелікоптер Данських повітряних сил AW101 піднімається з води

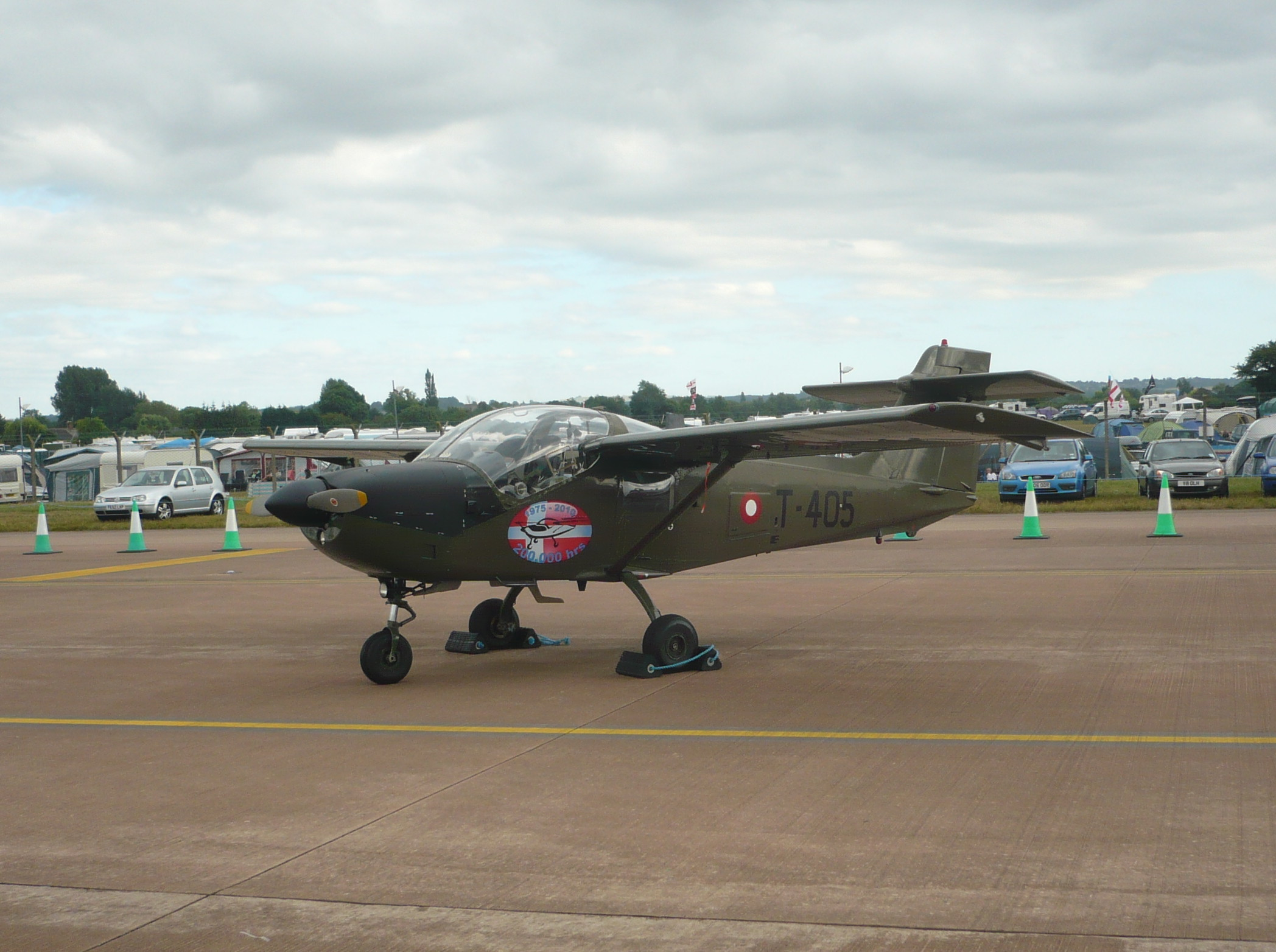
T-17 Supporter на RIAT 2010

Уперше армійська льотна школа була створена в 1912 році і, переформований в Армійський льотний корпус в 1923 році.
У період Другої світової війни Данія була окупована німецькими військами, і національні повітряні сили були розформовані; аеродроми, будівлі і всі побудови використовувало німецьке Люфтваффе.
У 1950 році ПС були заново відновлені і отримали сучасну назву.
ПС Данії брали участь у війні в Афганістані.
Данія брала участь у війні в Іраку — воєнний контингент знаходився в країні з квітня 2003 до 21 грудня 2007 року. В 2005 році в країну була направлена авіагрупа у складі трьох гелікоптерів AS.550C2 «Fennec», які знаходились в Іраку протягом двох місяців. В 2007 році в Ірак була направлена авіагрупа HELDET (4 гелікоптера AS.550 «Fennec» і 100 військовослужбовців), яка виконала 354 бойові вильоти в період з квітня до кінця грудня 2007 року.
ПС Данії беруть участь в операції НАТО «Baltic Air Policing» з патрулювання повітряного простору Естонії, Латвії та Литви.
В 2011 році Данія взяла участь у військовій інтервенції в Лівію. У склад угруповання були направлені шість F-16 і один C-130J-30 Super Hercules, а також льотно-технічний персонал, перші чотири F-16 прибули на Сицилію 19 березня 2011. 23 березня 2011 шість данських літаків F-16 здійснили перші 12 вильотів, в ході яких завдали авіаударів по об'єктам на території Лівії. В цілому, тільки в ході операції «Odyssey Dawn» (в період до початку місії «Unified Protector») данські F-16 здійснили 43 вильоти і скинули 107 контрольованих авіабомб. Загалом, в період до 31 жовтня 2011 року літаки ПС Данії здійснили 599 вильотів, скинули на різноманітні об'єкти на території Лівії 923 контрольовані авіабомби.
Данія взяла участь в операції «Сервал», в середині січня 2013 року. Один військово-транспортний літак C-130 був направлений для підтримки сил Франції на півночі Малі. Крім того, для супроводу літаків були направлені 40 військовослужбовців, витрати на участь в операції склали майже 2 млн доларів США.

## Операції
- З 1960 до 1964 RDAF гелікоптери S-55 здійснили декілька місій у складі НАТО під час Конголезької кризи
- З 1999 року 9 літаків F-16 здійснили декілька вильотів у район Косово із Grazzanise AB, Італія, і взяли участь в операції Бомбардування Югославії силами НАТО.
- У 2002 і 2003 6 бомбардувальників F-16 здійснили більше ста вильотів проти сил Талібану і Аль-Каїда в Афганістані із авіабази Манас, що в Киргизстані, беручи участь в Операція «Нескорена свобода».
- Із липня по жовтень 2004 року 4 F-16 базувалися у аеропорту Шяуляй, Литва, задля участі в операції НАТО Патрулювання Балтії. F-16 брали у них участь з 2009, 2011 і 2013 роках[3]
- З 2005 року по 2007 рік гелікоптери виконували регулятивну місію.
- 4 гелікоптери AS550C2 Fennec 724-ї ескадрильї були направлені в Афганістан 11 червня 2008. Ці гелікоптери базувалися в Камп-Бастіон, на північному заході Лашкаргаху. Основним призначенням данських військ було спостереження за висотами та пересуванням транспортів[4]
- Із 19 березня 2011, 6 винищувачів F-16 з аеродрому Скрідструп (дан. Skrydstrup) були направлені до військово-повітряної бази Сігонелла на Сицилії, щоб підтримувати бойові кораблі в ході вторгнення до Лівії.
- Із 11 липня 2014 3 гелікоптери EH-101 Merlin були направлені в Афганістан[5].
- Починаючи з 5 жовтня 2014, сім F-16AM 727-ї та 730-ї ескадрилей з бази Скрідструп та 140 військовослужбовців базувалися на авіабазі Ахмад-аль-Джабір у Кувейті беручи участь в Операції «Непохитна рішучість» проти Ісламської держави.

## Техніка та озброєння
| Тип                       | Виробництво/Країна | Фото          | Призначення                              | Варіант       | Кількість     | Примітки |
| Бойові літаки             | Бойові літаки      | Бойові літаки | Бойові літаки                            | Бойові літаки | Бойові літаки | Бойові літаки |
| ------------------------- | ------------------ | ------------- | ---------------------------------------- | ------------- | ------------- | --- |
| F-35 Lightning II         | США                |               | Багатоцільовий винищувач                 | F-35A         | 2/27          | 27 замовлено |
| F-16 Fighting Falcon      | США Нідерланди     |               | Багатоцільовий Винищувач-бомбардувальник | F-16AM F-16BM | 34 10         | Переважно постачалися до 1991 року. Близько 6 було поставлено з 1994 Застарілі 18 F-16 планується списати до 2014, а окремі до 2016—2020 Передача всіх F-16 Україні була ухвалена коаліцією країн НАТО та їхніх союзників 2023 року. Всі літаки перейдуть у власність держави Україна. |
| Тренувальні літаки        |                    |               |                                          |               |               | |
| Saab Safari               | Швеція             |               | Тренувальний                             | MFI-17        | 17            | |
| Транспортні літаки        |                    |               |                                          |               |               | |
| C-130 Hercules            | США                |               | Транспортний                             | C-130J-30     | 4             | |
| Спеціальні літаки         |                    |               |                                          |               |               | |
| Bombardier Challenger 600 | Канада             |               | VIP транспорт                            | CL-604        | 3             | |
| Гелікоптери               |                    |               |                                          |               |               | |
| AgustaWestland AW101      | Велика Британія    |               | Транспортний Рятувальний                 | EH101s        | 14            | |
| Westland Lynx             | Велика Британія    |               | Багатоцільовий                           | Mk.90B        | 7             | |

## Галерея

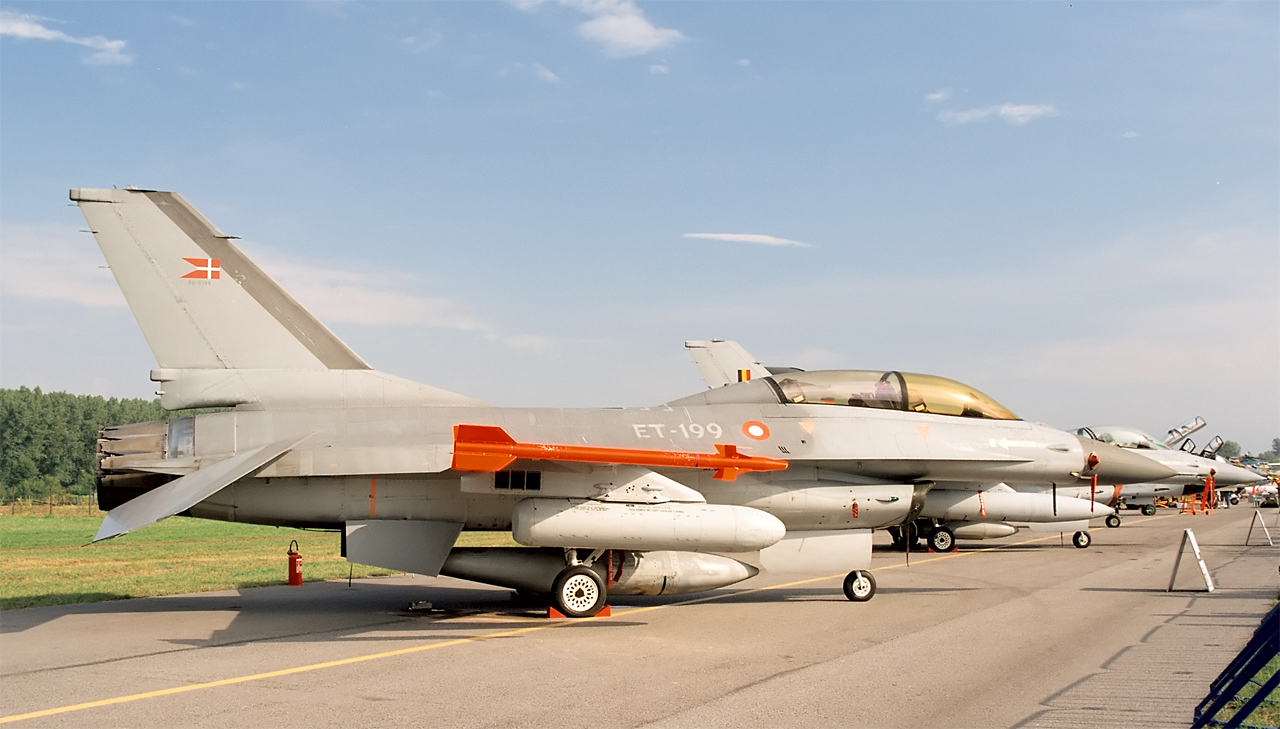
F-16 Королівських ВПС Данії, авіашоу в Радомі
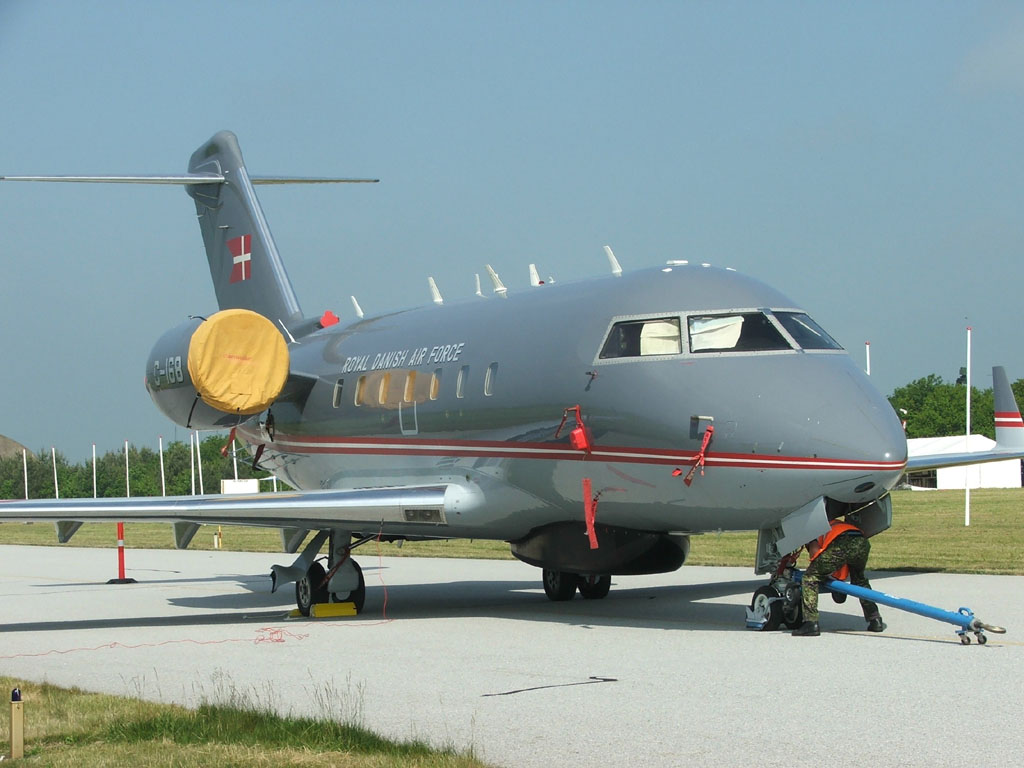
C-168 на базі Скрідструп
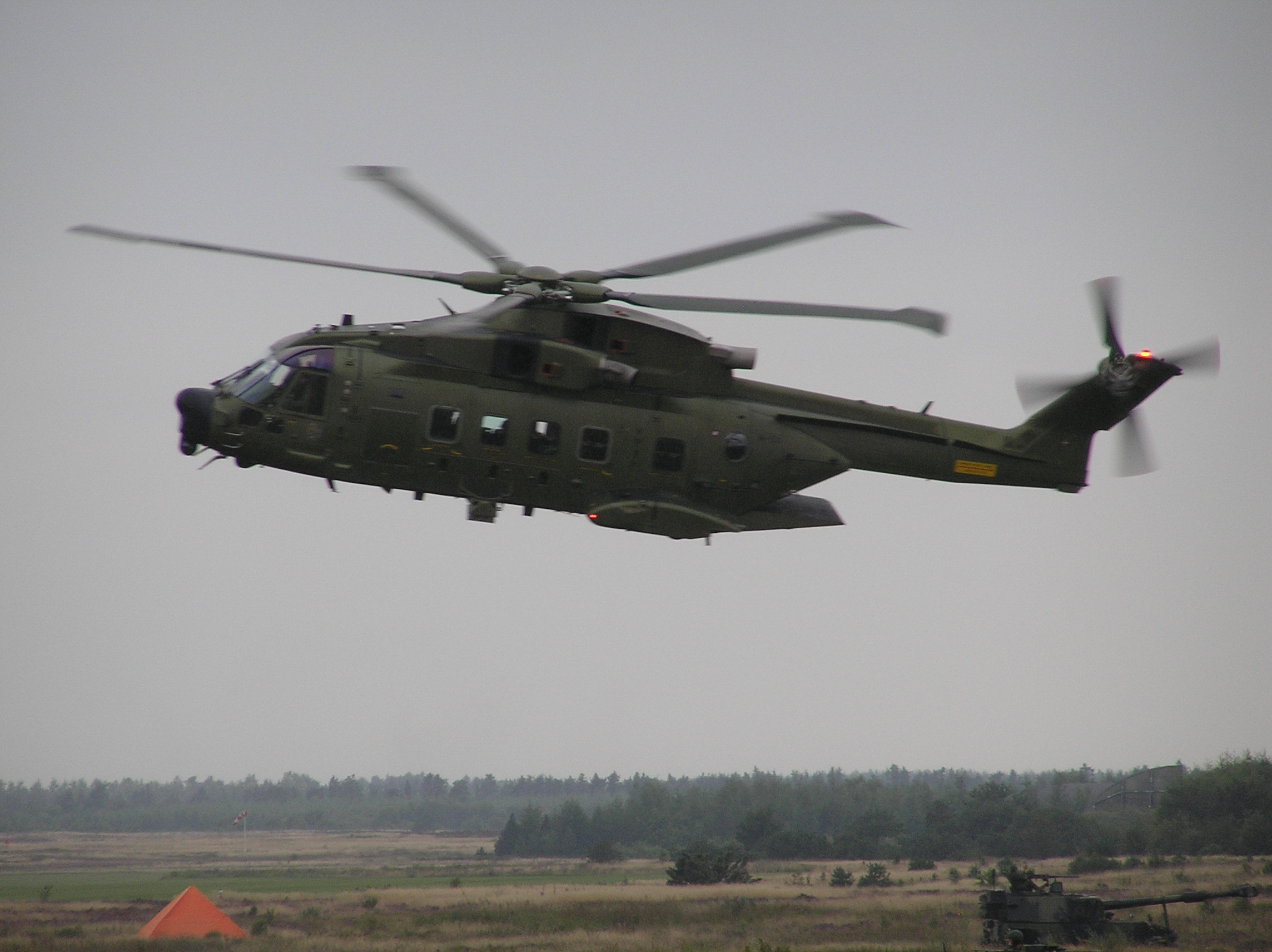
EH-101 на SIKU 2007
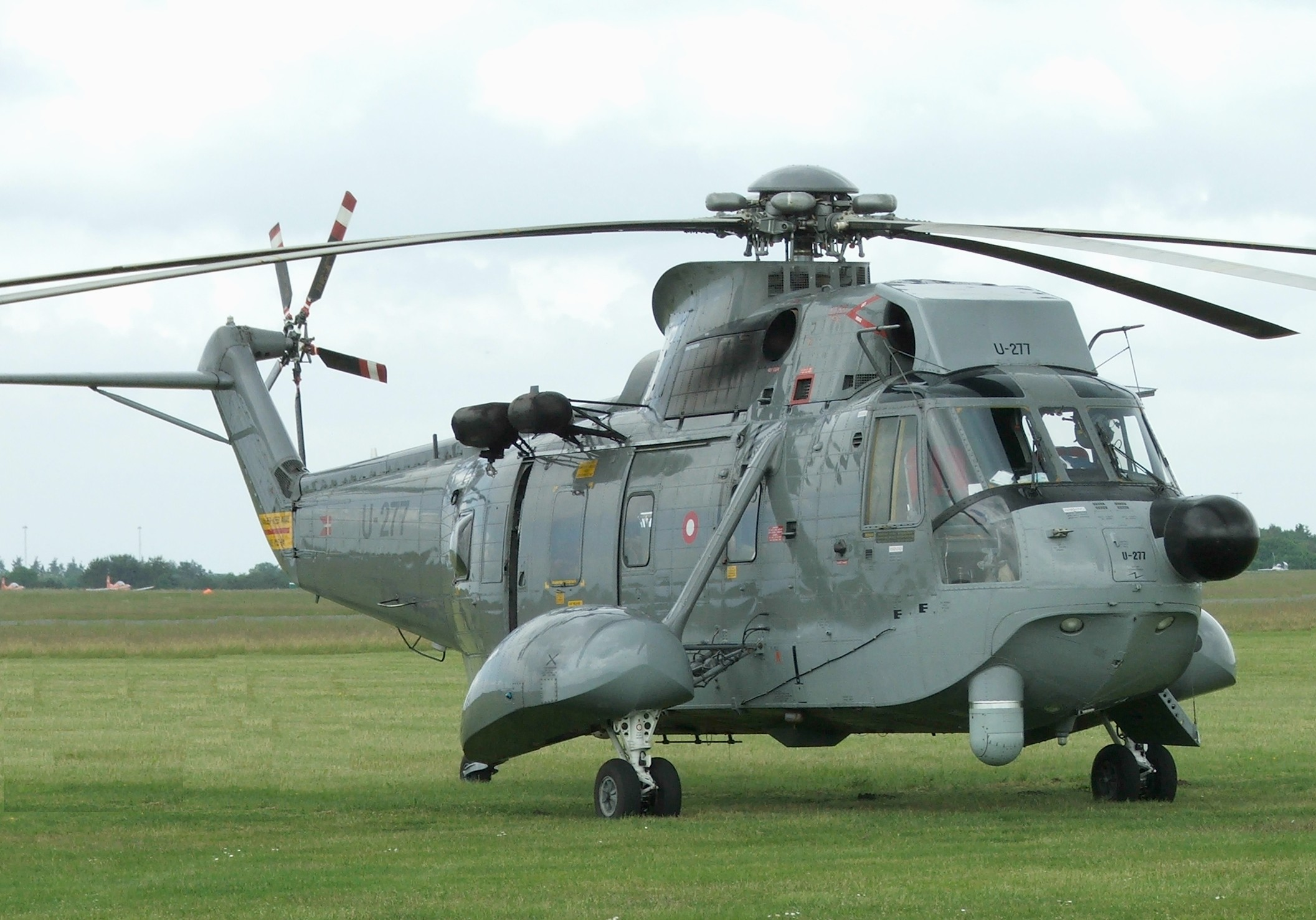
«Sea King» на авіабазі Каруп, 2005
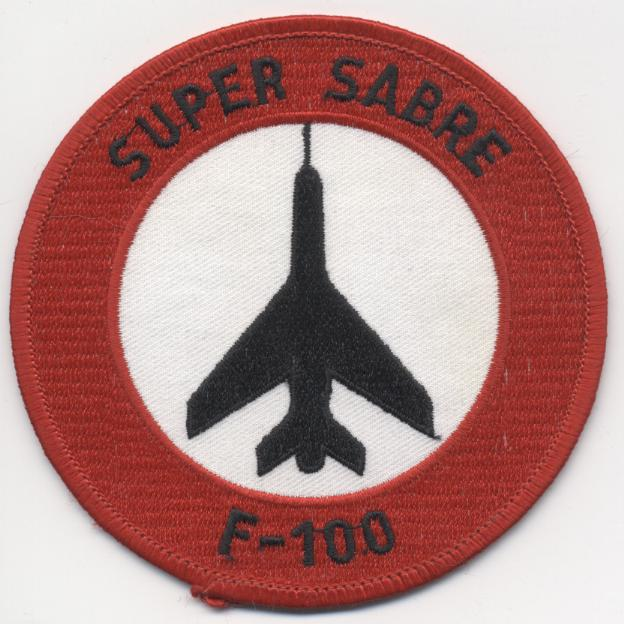
F-100 Super Sabre Королівських ВПС Данії